# Walter Fernández
Walter Fernández Balufo (Caldes de Montbui, 14 augustus 1989), of kortweg Walter, is een Spaans voetballer. Sinds 2015 speelt hij voor Panthrakikos.

## Carrière

### Beginjaren
Walter Fernández doorliep de jeugdopleidingen van Espanyol en FC Barcelona. In het seizoen 2008/09 werd hij door Barcelona achtereenvolgens uitgeleend aan Mahonés en Antequera. Vervolgens stapte de aanvallend ingestelde flankspeler over naar de Spaanse tweedeklasser Gimnàstic. Met zijn team kon de Catalaan twee jaar op rij net de degradatie vermijden.

### Videoton
Nadien verhuisde hij naar het Hongaarse Videoton. In zijn eerste seizoen werd hij met Videoton vicekampioen en winnaar van de Ligakupa. Later veroverde hij ook de Hongaarse supercup.
Fernández mocht met Videoton in het seizoen 2012/13 ook deelnemen aan de Europa League. De Spaanse middenvelder schakelde in de voorrondes onder meer AA Gent (twee zeges) uit en belandde nadien in de groep van KRC Genk (twee nederlagen).

### Lokeren
In december 2012 tekende de vleugelspeler een contract tot 2015 bij KSC Lokeren. Bij Lokeren kon hij meteen een basisplaats veroveren, maar toch besloot de club om hem in de zomer van 2013 te verhuren aan het Roemeense Petrolul Ploiești. Na zijn terugkeer kreeg hij echter geen speelminuten meer van trainer Peter Maes, waarop Fernández zijn conditie moest onderhouden in de B-kern.

### Skoda Xanthi
Fernández tekende in januari 2015 een contract bij Skoda Xanthi. Hij speelde er veertien wedstrijden, maar vertrok na zes maanden al naar Panthrakikos.